# Großsteingrab Hüven-Süd
Großsteingrab Hüven-Süd (ook wel Hüvener Mühle genoemd) is een ganggraf of een Großdolmen met Sprockhoff-Nr. 843. Het neolithisch bouwwerk werd opgericht tussen 3500 en 2800 v.Chr. en wordt toegeschreven aan de Trechterbekercultuur. 
Het bouwwerk ligt aan de straatHüvener Mühle, ten zuiden van Hüven in het Landkreis Emsland in Nedersaksen. Er liggen 10 grafheuvels van ca. 1 meter hoogte in de omgeving van het hunebed. Het ligt op ca. 1 kilometer afstand van Volbers Hünensteine, beide hunebedden zijn onderdeel van de Straße der Megalithkultur.
De noord-west georiënteerde kamer is 5 meter lang en 2 meter breed. De kamer ligt in de resten van een 22 meter lange en 16 meter brede dekheuvel. Er zijn geen kransstenen of poortstenen bewaard gebleven. De bovenkant van 9 draagstenen zijn te zien, de drie dekstenen zijn in situ. 